# NGC 4449
NGC 4449，也稱為科德韋爾21，是位於獵犬座的一個不規則星系，距離大球大約1,200萬光年，屬於M94星系團 (獵犬座星系群) 的一部分。這是相對來說相當靠近本星系群，我們銀河系系所屬的星系群，的一個星系群。由於和大麥哲倫星系 (LMC) 的大小非常相似，因此被仔細的研究和拿來做為比較。NGC 4449有一般的棒型，也有LMC的特徵，散布著藍色的恆星和星團。靠近底部 (哈伯的照片) 是氫原子氣體發出的粉紅色光，這是大質量恆星形成區的洩蹤劑。與鄰近星系間的交互作用被認為對恆星的形成有所影響。

## 外部連結
- 每日一天文圖 – May 3, 2007（页面存档备份，存于） 和July 10, 2007（页面存档备份，存于）
- WikiSky上关于NGC 4449的内容：DSS2, SDSS, GALEX, IRAS, 氢α, X射线, 天文照片, 天图, 文章和图片